# スケンデリヤ
スケンデリヤ（Skenderija）は、ボスニア・ヘルツェゴビナのサラエボ市にある文化・スポーツ・貿易センター。
70,000m2の敷地には、年間を通じて様々なスポーツ、文化、貿易の催し物が開催される多目的ホールがあるほか、数多くの店舗や飲食店を備えた"Privredni grad"という近代的なショッピングセンターがある。スケンデリヤは複数の会場（Dom Mladih, Ars Aevi, Mirza Delibašić Hallなど）で構成されている。

## 沿革
1960年代後半に急速に拡大したサラエボ市内には展示場やスポーツ会場がなかったため、同市の自治体が新たにスケンデリヤ・センターを建設する計画を立てた。1969年11月29日のこけら落としでは、映画『ネレトバの戦い』の世界初上映が行われた。
スケンデリヤという名称は「スケンダーの場所」と言う意味で、ボスニアの著名な宗教指導者Sandžak-beg Skender-paša（11店舗を備えた最初の貿易センターおよび最初のムスリム修道院を1499年より建設した）が由来となっている。やがてスケンデリヤは、旧ユーゴスラビア時代の幾つかの文化的イベントでよく知られるようになり、広く使用されるセンターとなった。スケンデリヤの一部には"Dom mladih" と呼ばれる青少年会館がある。1990年代のボスニア紛争以前は、ここがユーゴスラビアの最も近代的かつ西洋風なクラブの一つだった。若者の間で非常に人気のある場所であり、ディノ・メルリンなどのバルカン・ポップ音楽の大スターがここで芸能活動を始めた。また、中心部には"Privredni grad"と呼ばれる大きなショッピングモールがある。
1977年、サラエボが1984年冬季オリンピック開催地に投票決定された際、フィギュアスケートとアイスホッケーの全競技を開催するには新設の建物ゼトラだけでなく、もっと多くの会場が必要になる事が発覚した。そこで彼らはスケンデリヤの増改築に着手し、まさしく最先端のアイススポーツセンターに拡張した。また、そこは代表選手や報道陣用のセンターとしても選ばれた。
ボスニア紛争が始まった1992年、スケンデリヤは砲火にさらされた。建物の主構造はさほど大きな被害を受けずに残ったが、青少年会館は全焼して使用不能となった。
戦後、このセンターは不必要とされて徐々に荒廃していった。しかし1999年、サラエボ市行政がボスニア・ヘルツェゴビナに新しい経済と貿易を構築するための展示ホール建設を希求した。そこで彼らは2000年から2006年までかけて、スケンデリヤを徐々に再建した。多くの民間企業によって資金提供されたため、その民間団体が所有権を有している。とはいえ現在ではかつての機能が全て復元され、サービスを再開している。毎年の来訪者は推定50万人以上とされている。
2012年2月12日、アイスホールセンターの屋根が大雪の重みで崩壊した。この屋根は100kg/m2の荷重に耐えられるよう設計されていたが、雪の重量は約160kg/m2にもなった。